# Østjava
Østjava (indonesisk: Jawa Timur, forkortes til Jatim, javanesisk: Jåwå Wétan) er en provins i Indonesien. Østjava ligger i den østlige del af øen Java, og området inkluderer øerne Madura, som er forbundet med Java via Indonesiens længste bro, Suramadubroen, samt Kangean og Masalembuøerne som ligger henholdsvis længere mod øst og mod nord. Østjavas hovedstad er Surabaya, som er den næststørste by i Indonesien og et stort industriområde.
Østjava dækker et område på 47,800 km2, og ifølge folketællingen fra 2010 var befolningstallet 37.476.757 i Østjava, hvilket gør Østjava til Indonesiens næstmest befolkede provins. Den seneste officielle befolkningsvurdering, fra 2023, lyder på 41.527.930.
Østjava har kun landgrænse til provinsen Centraljava mod vest; Javahavet og Indiske Ocean danner grænser til Østjavas nordlige og sydlige kyster, mens det smalle Balistrædet mod øst adskiller Java fra Bali.

## Historie
Østjava var en del af Majapahit Kongeriget, der nåede sin guldalder under Hayam Wuruk i 1350–1389. Men efter hans død blev Majapahit ødelagt af andre kongeriger.
Efter at europæerne tog magten i landet, blev kongeriget erstattet af et system med regentskaber. Der var otte regentskaber i Østjava: Bojonegoro, Madiun, Kediri, Malang, Surabaya, Probolinggo, Besuki og Madura.
I november 1947 blev staten Østjava etableret under nederlandsk protektorat, som en del af Republikken Indonesiens forenede stater. Efter Nederlandske-indonesiske rundbordskonference, forlangte mange folk, at staten Østjava skulle opløses og blive en del af Republikken Indonesien.

## Demografi
Ifølge folketællingen i 2000, havde Østjava 34.765.993 indbyggere, hvilket voksede til 37.476.757 indbyggere ved folketællingen i 2010, hvilket gjorde provinsen til den næstmest befolkede i Indonesien, næst efter Vestjava. Etniske javanesere dominerer Java-hovedlandet lige så vel som den totale befolkning i provinsen, mens etniske maduresere bor på øerne Madura og Kangean og Masalembu, men indvandring gennem århundreder til til Java-hovedlandet har ført til, at en større del af madures-folket bor på Java-hovedlandet end på selve øen Madura. Blandt minoriteter ses særlige javanesiske etniciteter som f.eks. Tengger-folket i Bromo, Samin og Osing-folket i Banyuwangi. Østjava har også en signifikante befolkningsgrupper af anden herkomst end javanesisk, f.eks. kinesere, indere og arabere.

### Sprog
Udover det officielle sprog Indonesisk, taler folk i Østjava til daglig også Javanesisk. Javanesisk som tales i den vestlige del af Østjava (Kulonan) er en lignende dialekt som den der tales i Centraljava. I den østlige del som f.eks. i Surabaya, Malang og andre steder, tales en mere egalitær udgave af javanesisk.
Andre minoritetssprog er blandt andre maduresisk, der tales af ca. 15 millioner etniske maduresere som bor på Madura og Kangean og Masalembuøerne. Selv om de bor så tæt på javaneserne, så er sproget tættere i familie med balinesisk, malajisk og sundanesisk.

### Religion
For lang tid siden dominerede hinduisme og buddhisme øen, indtil Islam fordrev hinduismen i 14. og 15. århundrede. De sidste adelsfolk fra det faldne Majapahit flygtede til Bali. Islam spredtes fra de nordlige byer i Java, hvor mange muslimske handelsfolk fra Gujarat, Indien opholdt sig på deres handelsrejser.

## Administrative enheder
Østjava er opdelt i 29 kabupaten (eller regentskaber), og 9 kotamadya (eller byer). Nedenstående liste viser regionerne med deres areal og folketal i 2000 og 2010 og de seneste (januar 2014) folketalsvurderinger:
| Navn                                  | Hovedstad        | Areal (km²) | Folketal 2000 folketællingen | Folketal 2010 folketællingen | Folketal 2014 vurdering |
| ------------------------------------- | ---------------- | ----------- | ---------------------------- | ---------------------------- | ----------------------- |
| Mojokerto                             | Mojokerto        | 16,47       | 108.938                      | 120.196                      | 123.572                 |
| Pasuruan                              | Pasuruan         | 35,29       | 168.323                      | 186.262                      | 191.494                 |
| Surabaya                              | Surabaya         | 350,54      | 2.599.796                    | 2.765.487                    | 2.843.144               |
| Gresik Regency (inkluder Bawean øen)  | Gresik           | 1.191,25    | 1.005.445                    | 1.177.042                    | 1.210.105               |
| Lamongan Regency                      | Lamongan         | 1.782,05    | 1.181.660                    | 1.179.059                    | 1.212.179               |
| Mojokerto Regency                     | Mojosari         | 717,83      | 908.004                      | 1.025.443                    | 1.054.248               |
| Pasuruan Regency                      | Bangil           | 1.474,02    | 1.366.605                    | 1.512.468                    | 1.554.956               |
| Sidoarjo Regency                      | Sidoarjo         | 634,38      | 1.563.015                    | 1.941.497                    | 1.996.034               |
| Surabaya Sub-regional Total           |                  | 6.201,83    | 8.901.786                    | 9.907.454                    | 10.185.732              |
| Madiun                                | Madiun           | 33,92       | 163.956                      | 170.964                      | 175.767                 |
| Bojonegoro Regency                    | Bojonegoro       | 2.198,79    | 1.165.401                    | 1.209.973                    | 1.243.961               |
| Jombang Regency                       | Jombang          | 1.115,09    | 1.126.930                    | 1.202.407                    | 1.236.184               |
| Madiun Regency                        | Mejayan          | 1.037,58    | 639.825                      | 662.278                      | 680.881                 |
| Magetan Regency                       | Magetan          | 688,84      | 615.254                      | 620.442                      | 637.872                 |
| Nganjuk Regency                       | Nganjuk          | 1.224,25    | 973.472                      | 1.017.030                    | 1.045.598               |
| Ngawi Regency                         | Ngawi            | 1.295,98    | 813.228                      | 817.765                      | 840.736                 |
| Tuban Regency                         | Tuban            | 1.834,15    | 1.051.999                    | 1.118.464                    | 1.149.882               |
| Nordvest Sub-regional Total           |                  | 9.428,60    | 6.550.065                    | 6.819.323                    | 7.010.881               |
| Probolinggo City                      | Probolinggo City | 56,67       | 191.522                      | 217.062                      | 223.159                 |
| Banyuwangi Regency                    | Banyuwangi       | 5.782,40    | 1.488.791                    | 1.556.078                    | 1.599.788               |
| Bondowoso Regency                     | Bondowoso        | 1.525,97    | 688.651                      | 736.772                      | 757.468                 |
| Jember Regency                        | Jember           | 3.092,34    | 2.187.657                    | 2.332.726                    | 2.398.252               |
| Lumajang Regency                      | Lumajang         | 1.790,90    | 965.192                      | 1.006.458                    | 1.034.730               |
| Probolinggo Regency                   | Kraksaan         | 1.696,21    | 1.004.967                    | 1.096.244                    | 1.127.041               |
| Situbondo Regency                     | Situbondo        | 1.669,87    | 603.705                      | 647.619                      | 665.818                 |
| Fjerne sydøstlige sub-regional Total  |                  | 15.614,36   | 7.130.485                    | 7.592.959                    | 7.806.256               |
| Batu                                  | Batu             | 136,74      | (included in Malang Regency) | 190.184                      | 195.526                 |
| Blitar City                           | Blitar City      | 32,57       | 119.372                      | 131.968                      | 135.675                 |
| Kediri City                           | Kediri City      | 63,40       | 244.519                      | 268.507                      | 276.051                 |
| Malang                                | Malang           | 145,28      | 756.982                      | 820.243                      | 843.284                 |
| Blitar Regency                        | Kanigoro         | 1.336,48    | 1.064.643                    | 1.116.639                    | 1.148.005               |
| Kediri Regency                        | Ngasem           | 1.386,05    | 1.408.353                    | 1.499.768                    | 1.541.897               |
| Malang Regency                        | Kepanjen         | 3.530,65    | 2.412.570                    | 2.446.218                    | 2.514.932               |
| Pacitan Regency                       | Pacitan          | 1.389,92    | 525.758                      | 540.881                      | 556.074                 |
| Ponorogo Regency                      | Ponorogo         | 1.305,70    | 841.449                      | 855.281                      | 879.306                 |
| Trenggalek Regency                    | Trenggalek       | 1.147,22    | 649.883                      | 674.411                      | 693.355                 |
| Tulungagung Regency                   | Tulungagung      | 1.055,65    | 929.833                      | 990.158                      | 1.017.972               |
| Sydlige Sub-regional Total            |                  | 11.529,66   | 8.953.362                    | 9.534.258                    | 9.802.077               |
| Østjava (Madura ikke medregnet) Total |                  | 42.774,45   | 31.535.693                   | 33.853.994                   | 34.804.946              |
| Bangkalan Regency                     | Bangkalan        | 1.001,44    | 805.048                      | 906.761                      | 932.232                 |
| Pamekasan Regency                     | Pamekasan        | 792,24      | 689.225                      | 795.918                      | 818.283                 |
| Sampang Regency                       | Sampang          | 1.233,08    | 750.046                      | 877.772                      | 902.429                 |
| Sumenep Regency                       | Sumenep          | 1.998,54    | 985.981                      | 1.042.312                    | 1.071.591               |
| Madura Total                          |                  | 5.025,30    | 3.230.300                    | 3.622.763                    | 3.724.535               |
| Total for Provinsen                   |                  | 47.799,75   | 34.765.993                   | 37.476.757                   | 38.529.481              |